# Franklin (Indiana)
Franklin es una ciudad ubicada en el condado de Johnson en el estado estadounidense de Indiana. En el Censo de 2010 tenía una población de 23712 habitantes y una densidad poblacional de 703,93 personas por km².

## Geografía
Franklin se encuentra ubicada en las coordenadas 39°29′37″N 86°3′15″O / 39.49361, -86.05417. Según la Oficina del Censo de los Estados Unidos, Franklin tiene una superficie total de 33.69 km², de la cual 33.69 km² corresponden a tierra firme y (0%) 0 km² es agua.

## Demografía
Según el censo de 2010, había 23712 personas residiendo en Franklin. La densidad de población era de 703,93 hab./km². De los 23712 habitantes, Franklin estaba compuesto por el 94.95% blancos, el 1.37% eran afroamericanos, el 0.26% eran amerindios, el 0.78% eran asiáticos, el 0.01% eran isleños del Pacífico, el 1.01% eran de otras razas y el 1.63% pertenecían a dos o más razas. Del total de la población el 2.47% eran hispanos o latinos de cualquier raza.